# Et in terra pax
Et in terra pax è un film del 2010 diretto da Matteo Botrugno e Daniele Coluccini.

## Trama
Marco, ex detenuto, torna a spacciare cocaina per conto dei suoi vecchi compari Glauco e Mauro; Faustino, Massimo e Federico trascorrono le loro giornate fra droga e bravate; Sonia, si divide tra gli studi universitari e il lavoro nella bisca di Sergio. Un banale incidente porterà i protagonisti a lasciare dietro di sé una scia di fuoco, sangue e violenza.

## Produzione e distribuzione
Prodotto da Gianluca Arcopinto (Settembrini Film) e Simone Isola (Kimerafilm), il film è stato girato a Roma nel quartiere Nuovo Corviale. Il budget di produzione è stato di 100.000 euro. Presentato alla 67ª Mostra del Cinema di Venezia nella sezione Giornate degli Autori, il film ha poi partecipato a più di settanta festival internazionali, tra i quali il Tokyo International Film Festival e il Moscow International Film Festival. Ha ottenuto una Menzione Speciale ai Nastri d'argento 2011. È stato distribuito in sala dal 27 maggio 2011 da Cinecittà Luce e in DVD da CGHV dal 22 novembre 2011.

## Festival e riconoscimenti
- 2010 Festival Internazionale del Cinema di Venezia (Italia) - Giornate degli Autori
- 2010 Da Venezia a Roma (Italia) - Rassegna
- 2010 Tokyo International Film Festival (Giappone) - In concorso
- 2010 Panoramica (Italia) - Rassegna
- 2010 İstanbul’da İtalyan Sinemasi Festivali (Turchia) - Rassegna
- 2010 Festival del Cinema Indipendente di Foggia (Italia) - In concorso - Miglior film
- 2010 CineManila - Manila International Film Festival (Filippine) - In concorso
- 2011 BACI - Buenos Aires Cine Italiano (Argentina) - Registi emergenti
- 2011 Festival Internazionale del Film di Roma - Vetrina dei Giovani Cineasti Italiani (Italia) - In concorso
- 2011 Wurzburg Italian Film Festival (Germania) - Rassegna
- 2011 Annecy Cinema Italien (Francia) - In concorso
- 2011 Asti Film Festival (Italia) - In concorso - Miglior film - Miglior cast 2011 Cinerassegna dell’Associazione “I Zanni” (Italia) - Rassegna
- 2011 Festival du Film Italien de Villerupt (Francia) - In concorso 2011 Focus Italia Cinemateca Uruguaya (Uruguay)
- 2011 Italienska Filmfestivalen (Svezia) - Rassegna
- 2011 Percorsi di Cinema (Italia) - Rassegna
- 2011 Clorofilla Film Festival (Italia) - In concorso
- 2011 Mantova Film Fest (Italia) - In concorso
- 2011 Rebeccu Film Festival (Italia) - Rassegna
- 2011 Avamposto Maniace - Ortigia Film Festival (Italia) - Rassegna 2011 Bobbio Film Festival (Italia) - Rassegna
- 2011 CdCinema (Italia) - In concorso
- 2011 Gallio Film Festival (Italia) - Omaggio a Gianluca Arcopinto
- 2011 Maremetraggio (Italia) - In concorso - Premio della critica - Premio miglior attrice protagonista
- 2011 Marsciano Estate Cinema (Italia) - Rassegna
- 2011 Roseto Opera Prima (Italia) - In concorso - Miglior film
- 2011 Il Ping Pong del Cinema Italiano (Italia) - Rassegna
- 2011 Internacional de Cinema de Tarragona (Spagna) - In concorso
- 2011 Nastri d’Argento 2011 - Menzione speciale
- 2011 Moscow International Film Festival (Russia) - Focus on Italy
- 2011 München Film Festival (Germania) - Internationales Programm
- 2011 CPH PIX Copenhagen International Film Festival (Danimarca) - Spotlight Italien
- 2011 Il Cinema Italiano Visto da Milano (Italia) - In concorso - Miglior film
- 2011 8 e 1/2 Festa Do Cinema Italiano (Portogallo) - In concorso
- 2011 BIFEST – Bari International Film&Tv Festival (Italia) - In concorso
- 2011 Italian Film Festival London - Cinema Made in Italy (Inghilterra) - Rassegna
- 2011 CineMadeInLazio (Italia) - LungoLazio
- 2011 Dispersival (Italia) - Rassegna
- 2011 Il Cinema Italiano - Festival a Como (Italia) - In concorso “Rivelazioni”
- 2011 Göteborg Film Festival (Svezia) - Debuter
- 2012 Non Spar(l)ate sul Regista (Italia) - Rassegna
- 2012 Teniamoli d’occhio (Italia) - Rassegna
- 2012 Annecy Cinéma Italien Montréal (Canada) - Rassegna
- 2012 CinemAvola Film Festival (Italia) - Premio della critica - Premio miglior sceneggiatura
- 2012 Festival del Cinema Città di Spello (Italia) - In concorso
- 2012 Italia Opera Prima - La Crisi c’è, ma non di Idee (Italia) - Rassegna
- 2012 L’Italia Che Non Si Vede (Italia) - Rassegna
- 2012 Premio Cinema Giovane (Italia) - Rassegna
- 2012 Festival delle Scritture Cinematografiche Vigneto (Italia) - Rassegna
- 2013 Festival del Cinema Sociale di Arezzo (Italia) - In concorso - Miglior film